# ななひかり
『ななひかり』は、高口里純による日本のやおい漫画作品。
『Chara』（徳間書店）にて、2006年10月号より2012年2月号連載まで連載された。単行本はCharaCOMICSから全7巻発売されている。
主人公のモデルは、台湾のアイドル周杰倫である。

## あらすじ
人気俳優・瑞穂一光が死亡し、その唯一認知されている息子・七村光は、瑞穂一光の遺言を預かった弁護士・下小倉からの呼び出しを受ける。その遺言は七村光にだけ公開されるもので、内容は瑞穂一光の8人の隠し子達（全員・男）一人一人に七村光が面会し、全員から財産分与の書類にサインを貰って来ること。同じ頃、七村光の通う高校に、瑞穂一光の息子が居るとの情報から、マスコミ関係者が七村光の近辺に出没し始める。そして瑞穂一光の息子達に関してマスコミにリークする人物が現れた。
七村光が交渉し、集まった隠し子達の間では、瑞穂一光が認知した隠し子達の内の4人と七村光とは、ほぼ同い年であり、この5人の中の誰かは瑞穂一光の息子では無いのではないか、との疑惑が浮上してきた。

## 登場人物

### 主要登場人物
七村光（ななむら ひかる）
17歳、男子高校生（2年）。3歳の時に両親が離婚して以来、父・瑞穂一光とは離れ、母子家庭で暮らしている。瑞穂一光の子だと知る者は少ない。グラマラスな女体と漫画とピアノを弾くことが好き。父の遺言（父の隠し子達それぞれと会うこと）を承諾する。瑞穂一光の隠し子のことは母には秘密にして遺言の遂行をしようとしていた。その役目をこなす過程で、父から自分への想い、父の不在の寂しさを感じ始める。そして異母兄弟との交流の中で、家庭の団欒を求めるようになってゆく。また一方では弁護士・下小倉の私生活に踏み込んでゆき、下小倉と肉体的接触を欲する。
七村崇子（ななむら たかこ）
光の母親。夫の浮気により離婚。旧姓：尾根。現在は母方の養女である。元ピアニスト。昔、芦沼望の部屋を訪れた際に瑞穂一光と出会う。過去、沖野sと付き合いがあった。隠し子の1人（末次渡）とは、事情を知りながらの顔見知り。
瑞穂一光（みずほ かずみつ）
俳優。裁判沙汰になるほど女関係が派手なプレイボーイだったが、結婚は崇子との一度のみ。ゲイの噂があった。将棋が趣味。
下小倉洋音（しもおぐら ひろね）
下小倉法律事務所の国際弁護士にして、一光の担当。31歳。ゲイ。仕事は有能で誠実にこなすが、私生活では男を魅惑し、どのような条件下でも寝ることを悦楽とする。一光の遺言を光と遂行する過程で、光に惹かれてゆく。光の隠し子達への接触とは別行動で、秘密裏に隠し子達の一部と交流を始めていた。マスコミから七村光と隠し子達を匿うため、別宅の部屋を提供する。
芦沼潮生（あしぬま うしお）
七村光の高校の先輩。端整で女にモテる。叔父の日記を読んでから、光を恋愛対象として見、告白した。その後独占欲を募らせてゆく。なずなに光を取り合う宣戦布告をする。
芦沼望（あしぬま のぞみ）
潮生の叔父。故人。パリを拠点とした世界的天才指揮者。一光とは親交が厚かった。自分のオーケストラにピアニストとして七村崇子がいた。一光への秘めた恋心を綴った日記を残していた。
なずな
七村光の彼女で、彼とは高校が同じの一年先輩。七村光と肉体関係はある。
釜堀ヨリ子（かまほり ヨリこ）
週刊誌の記者。一光の息子を見つけるため、七村光の高校で美形の男子高校生を物色する。その後も一光の交際関係を調べ続ける。沖野しのぶが瑞穂一光の隠し子だとリークされマスコミが騒いでいた時、「瑞穂一光の隠し子は7人いる」とタレコミ電話を受ける。隠し子達を尾行し、下小倉が隠し子達を匿っている部屋を探り当てる。佐藤優からのタレコミ電話で、一光の隠し子として、国掛由馬、内順一、佐藤優の3人が揃った写真を撮る。
釜堀ヨリ子の上司
隠し撮り写真から、七村崇子＝尾根崇子だと判別し、七村光が瑞穂一光の息子だと知る。

### 隠し子達
8人目は未だ登場していない。
笹屋渓（ささや けい）
3歳。母子家庭で育った。一光の息子ではないと主張している。
渓の母
過去、スタイリストをしていた時、瑞穂一光の世話になり肉体関係もあったが、本当に好きな男性と出会い、その人物との間に子供が出来、妊娠中に瑞穂一光から姿をくらませた。遺産分与を断る。
国掛由馬（くにかけ ゆうま）
17歳。男子高校生。アマチュア将棋選手。七村光と出生日が半年も離れていない。下小倉から連絡を受け、光に会いに来、初対面で「余計なことをするな」と殴る（※自分が妹としか見られない国掛千佳に、異父兄妹だと判ると困るがゆえの行動）。瑞穂一光に似ている。一時は遺産分与を放棄し、無関係であることを望んだが、他の隠し子に興味を持ち、瑞穂一光の財産分与の手続きを手伝い始める。
清水さゆり（しみず さゆり）/ 国掛さゆり（くにかけ さゆり）
由馬の母親。元女優。瑞穂一光と結婚前に交際していた。女優を引退して結婚した。由馬は瑞穂一光の息子ではないと思ってきた。一光の死後、家にマスコミが来るようになり、七村崇子を訪ね相談する。
国掛千佳（くにかけ ちか）
由馬より1歳下の妹。16歳。由馬に恋心を抱き、由馬が異父兄妹だとしたら結婚したいと思っている。
沖野しのぶ（おきの しのぶ）
13歳。義父の大衆演劇団の劇団員で、女形役。一見、美少女。今の父親が義父であることを知っており、七村光が父親の話を持ちかけた時「本当の父親が見つかったら、母を殺した敵討ちをする」つもり。マスコミの騒動から隠れて、七村光、国掛由馬と一緒に生活し、他の隠し子にも会いたいと思うようになる。
沖野
しのぶの義父で、大衆演劇団の座長。しのぶが一光の息子だと沖野瞳から伝えられ知っていた。光がしのぶに一光の財産分与のことを伝える前に、光がしのぶの異母兄弟だと見抜き、光に異母兄弟であっても、しのぶと会わせることを拒んでいる。そしてマスコミにしのぶが一光の隠し子だとリークした。誰よりも沖野しのぶにスポットライトが当たるようにとの思いで行ったことだったが、しのぶが望むことではないと後になって後悔する。
沖野瞳（おきの ひとみ）
しのぶの母親。2年前に他界している。劇団員だった。未婚でしのぶを出産し、その後沖野と結婚した。
末次渡（すえつぐ わたり）
27歳。シェフ。自分が一光の隠し子だと知っていたが、他にも隠し子がいるとは知らなかった。母から光のことを教えられ続け、光に会いたいと思っていた。一時、光を下小倉や他の隠し子達から遠ざけ、自分の家に軟禁する（光しか一光の子供だと認めておらず、光の父親代わりになりたがっての行動だった）。母亡き後は光と一緒に生きて行くつもりでいる。一光と下小倉とで、七村光に隠し子達に会いに行かせているのは、何かの企みだと推測している。下小倉が光に悪影響を及ぼしていると考え、光から遠ざけようと下小倉を脅迫する。
末次杏奈（すえつぐ あんな）
渡の母親。お互いが学生時代の時に一光と交際し、渡を出産。一光とは結婚しなかった。別れた後も一光を愛し続け、息子に、一光の実子・七村光のことばかり語っていた。不治の病で余命わずか。一光の子供は渡と光だけだと信じていたが、しのぶに瑞穂一光の隠し子疑惑がかかっているとのニュースを見た直後亡くなる。
柚木子温（ゆずき しおん）
17歳。音楽大学付属高校に通っている。母には秘密裏に下小倉を通じて父からとされる援助を受けている。父に会いたがっていた。母からは父について教えられていない。父は内順一の父と同一人物だと思っている。内順一とは一緒に路上ライブをする仲。
内順一（うち じゅんいち）
17歳。ヴァイオリンを弾く。母は3年前に故人。下小倉を監視し、七村光、国掛由馬、沖野しのぶの3人がマスコミから隠れて生活している部屋を探り当て、「俺にもここにいる権利がある」と居座る。自分の出生、瑞穂一光の担当弁護士、他の隠し子達のことを知っていた。幼い頃、柚木子温、佐藤優と同じ病院で育った記憶がある。自分と柚木子温と佐藤優の父は瑞穂一光ではなく、芦沼望だと思っている。
佐藤優（さとう ゆう）
17歳。内順一の路上ライブを見物していた人物。隠し子達のことを知っていた。突然、隠し子達が下小倉に匿われ生活している部屋を訪ね、国掛由馬と内順一を誘い出し、そこに週刊誌の記者を鉢合わせさせ、写真を撮らせる。俳優志望で、マスコミの注目を集めるために週刊誌にリークしていたのだった。

## 書誌情報
高口里純『ななひかり』〈徳間書店・Chara COMICS〉全7巻
1. 2007年12月25日発売、ISBN 978-4-199-60363-1
2. 2008年8月25日発売、ISBN 978-4-199-60384-6
3. 2009年8月25日発売、ISBN 978-4-199-60414-0
4. 2010年4月24日発売、ISBN 978-4-199-60437-9
5. 2010年12月25日発売、ISBN 978-4-199-60462-1
6. 2011年7月25日発売、ISBN 978-4-199-60484-3
7. 2012年3月24日発売、ISBN 978-4-199-60511-6